# تری فیلن
تری فیلن (انگلیسی: Terry Phelan؛ زادهٔ ۱۶ مارس ۱۹۶۷) بازیکن سابق و مربی فوتبال اهل جمهوری ایرلند است.
از باشگاه‌هایی که در آن بازی کرده‌است می‌توان به باشگاه فوتبال سوانزی سیتی، باشگاه فوتبال کریستال پالاس، باشگاه فوتبال لیدز یونایتد، باشگاه فوتبال ویمبلدون، باشگاه فوتبال فولام، باشگاه فوتبال منچستر سیتی، باشگاه فوتبال شفیلد یونایتد، باشگاه فوتبال چلسی، و باشگاه فوتبال اورتون اشاره کرد.
وی همچنین در تیم‌های ملی فوتبال زیر ۲۱ سال جمهوری ایرلند و جمهوری ایرلند بازی کرده‌است.